# Piiê
Piiê (Piye) ou Pianque (Piankh) foi o segundo faraó da XXV dinastia egípcia, de origem cuxita. Foi também o terceiro rei da dinastia napatana do Reino de Cuxe, sucedendo seu pai Cáchita.

## Histórico
Piiê era filho de Cáchita, rei que tinha iniciado a conquista núbia do Antigo Egito, e da rainha egípcia Xepenupete I (filha de Osocor III). Tornou-se rei da Núbia em 751 a.C., tendo se dedicado à conquista do Egito nos anos seguintes. Apresentando-se como campeão do deus Amom, consegue ganhar o apoio do clero deste deus em Tebas. A sua irmã, Amenirdis foi nomeada Divina Adorada de Amom.
Piiê contava então com vinte anos quando seu pai morre e assume reinado. Nessa época o rei Tefenacte da XXIV dinastia, que controlava a região ocidental do Delta do Nilo, avançava para o sul do Egito com a conquista de Mênfis. Tefenacte tinha formado uma aliança militar com vários reis locais, entre os quais o rei Namarte de Hermópolis, que cercaria a cidade de Heracleópolis, controlada por um aliado de Piiê, Pefetuaubaste.
Piiê decidiu intervir nestas questão, deslocando-se ao Egito por volta de 734 a.C.. Depois de participar no festival Opete dedicado a Amom, decidiu cercar a cidade de Hermópolis com o objetivo de derrotar o rei Namarte, no qual se revelou sucedido. Heracleópolis foi libertada do cerco e Mênfis foi conquistada por Piiê. Os vários reis locais acabariam por se render, incluindo Osocor de Tânis e Tefnacte (embora este último depois de alguma resistência).
Regressou a Napata, a partir de onde governou o Egito. Os seus feitos militares foram gravados numa estela em granito, a chamada "Estela da Vitória", achada no Templo de Amom em Napata, que se encontra actualmente no Museu Egípcio do Cairo. Foi sepultado numa pequena pirâmide em El-Curru, necrópole onde seriam sepultados vários monarcas da XXV dinastia. Foi sucedido pelo seu irmão Xabaca, de acordo com o costume da realeza núbia em atribuir a sucessão ao irmão do rei. Dois dos seus filhos, Xabataca e Taraca seriam também reis do Egito.

## Titulatura
| G39 | N5 | \| \| |
|     |    |       |

|  |

| G39 | N5 | \| \| |
|     |    |       |

|  |

|                |     |     |     |
| \| \| \| \| \| |     |     |     |
|                |     |     |     |
| Q3             | S34 | M17 | M17 |

| Q3 | S34 | M17 | M17 |

|                |     |     |     |
| \| \| \| \| \| |     |     |     |
|                |     |     |     |
| Q3             | S34 | M17 | M17 |

| Q3 | S34 | M17 | M17 |

|                |     |     |     |
| \| \| \| \| \| |     |     |     |
|                |     |     |     |
| Q3             | S34 | M17 | M17 |

| Q3 | S34 | M17 | M17 |

|                |     |     |     |
| \| \| \| \| \| |     |     |     |
|                |     |     |     |
| Q3             | S34 | M17 | M17 |

| Q3 | S34 | M17 | M17 |

| nswt&bity |

| nswt&bity |

|             |    |    |
| \| \| \| \| |    |    |
|             |    |    |
| N5          | Y5 | L1 |

| N5 | Y5 | L1 |

|             |    |    |
| \| \| \| \| |    |    |
|             |    |    |
| N5          | Y5 | L1 |

| N5 | Y5 | L1 |

|             |    |    |
| \| \| \| \| |    |    |
|             |    |    |
| N5          | Y5 | L1 |

| N5 | Y5 | L1 |

|             |    |    |
| \| \| \| \| |    |    |
|             |    |    |
| N5          | Y5 | L1 |

| N5 | Y5 | L1 |